# Fredric Weigel
Fredric Weigel, född 23 april 1992 i Stockholm, är en svensk ishockeyspelare som spelar för Djurgårdens IF i Hockeyallsvenskan.